# 普羅特維諾
56°15′N 37°59′E / 56.250°N 37.983°E
普羅特維諾（俄语：Протвино）是俄羅斯莫斯科州南部的一個城市。位於莫斯科以南100公里。2002年時人口為36,175人。
普羅特維諾於1958年建立。1989年正式設市。

## 姐妹城市
- 法國安東尼